# Novosëlovskij rajon
Il Novosëlovskij rajon è un rajon (distretto) del kraj di Krasnojarsk, nella Russia siberiana centrale; il capoluogo è il villaggio (selo) di Novosëlovo.